# Victor Chenillon
Victor Chenillon, né le 2 janvier 1809 à Franconville et mort le 26 juillet 1880 à Lorgues, est un peintre, scénographe et décorateur français.

## Biographie
Pierre Louis Victor Chenillon est le fils d'André Jean Chenillon, vitrier, et de Victoire Marie Monique Félicité Buisson.
Élève de Pierre Luc Charles Ciceri, il côtoie Georges Och avec lequel il travaillera plus tard.
En 1838, demeurant à Nîmes, il forme avec l'artiste dramatique Jean-François Auzet une société en nom collectif, et en commandite par actions, ayant pour objet l'exploitation du théâtre municipal : Auzet-Chenillon et Comp.
Scénographe, il réalise les décors du Prophète, à Marseille.
Il est l'auteur de nombreuses décorations architecturales des théâtres de Dole, de Chambéry, de Marseille, d'Arles, de Vitoria, de la Chaux-de-Fonds, ainsi que les peintures murales de l’Hôtel de préfecture du Gard.
Conservateur des décors et machines du théâtre de Toulon, il s'installe dans sa maison de campagne à Lorgues.
Le 28 juillet 1880, le facteur effectue sa tournée et relevant l'odeur cadavérique qui se dégage de la maison de l'artiste alerte le juge de paix de Lorgues. Chenillon est découvert mutilé, mort dans la cuisine depuis plusieurs jours. Les deux auteurs du crime prémédité sont découverts, dont Brun qui était ami du peintre.